# Związek Komunistów-Internacjonalistów
Związek Komunistów-Internacjonalistów (fr. Union Communiste Internationaliste) – międzynarodowe zgrupowanie trockistowskich partii politycznych funkcjonujące na bazie działalności francuskiej Lutte Ouvrière.
Związek stoi na stanowisku, że przekształcenie społeczne w kierunku socjalizmu może być dokonane tylko przez klasę robotniczą świadomie walczącą o swe interesy klasowe i że zadaniem grup rewolucyjnych jest utworzenie rewolucyjnej partii klasy robotniczej. ZK-I twierdzi ponadto, że jedyna dopuszczalna podstawa programowa dla rewolucjonistów opiera się na ideach marksistowskich w tradycji rewolucji rosyjskiej roku 1917 i jej bolszewickich przywódców Lenina i Trockiego. Działacze tej tendencji skupiają swą aktywność, taką jak propaganda czy uczestnictwo w działaniach strajkowych, na klasie robotniczej.
Obok Lutte Ouvrière na prawach członka międzynarodówki są następujące grupy: Combat Ouvrier z Martyniki i Gwadelupy, Organisation Révolutionnaire des Travailleurs z Haiti, Workers' Fight z Wielkiej Brytanii, turecka Sınıf Mücadelesi i hiszpańska Lucha de Clase. Organizacjami braterskimi są: amerykańska The Spark i włoska L'Internazionale. Ze Związkiem jest także powiązana grupa Union Africaine des Travailleurs Communistes Internationalistes, która jednoczy działaczy pochodzenia afrykańskiego żyjących we Francji.